# Edward Turner Bennett
Edward Turner Bennett (Hackney, 6 de enero de 1797 - 21 de agosto de 1836) fue un médico, zoólogo y escritor inglés. Era el hermano mayor del botánico John Joseph Bennett.

## Biografía
Bennett nació en Hackney, e hizo prácticas de cirugía, pero su principal interés siempre fue la zoología. En 1822 intentó establecer una sociedad de entomología, que más adelante se convertiría en una sociedad de zoología con una cierta conexión con la Sociedad linneana de Londres. Este fue el comienzo de la Zoological Society of London, de la cual Bennett fue secretario entre 1831 y 1836.
Entre sus obras se incluyen The Tower Menagerie (1829) y The Gardens and Menagerie of the Zoological Society (1831). También escribió, junto con G. T. Lay, la sección sobre peces en la Zoology of Beechey's Voyage (1839).

## Honores

### Eponimia
En su homenaje:
- (Abrocomidae) Abrocoma bennettii Waterhouse, 1837
- (Bovidae) Gazella bennettii (Sykes, 1831)
- (Viverridae) Civeta de Bennett Cynogale bennettii Gray, 1837
- (Phyllostomidae) Mimon bennettii Gray, 1838
- (Macropodidae) Ualabí de Bennett Macropus rufogriseus (Desmarest, 1817)

Algunos taxones: 
- Octodon Bennett, 1832
- Balearica regulorum (Bennett, 1834)
- Chinchilla Bennett, 1829
- Propithecus Bennett, 1832
- Cryptoprocta Bennett, 1833
- Psettodes Bennett, 1831

## Abreviatura (zoología)
La abreviatura Bennett  se emplea para indicar a Edward Turner Bennett como autoridad en la descripción y taxonomía en zoología.